# Kamienica Jakuba Hofmana w Łodzi
Kamienica Jakuba Hofmana – kamienica położona przy ulicy Piotrkowskiej 101 w Łodzi.

## Historia
W 1860 roku pod tym adresem mieściła się tkalnia chustek i tkanin kortowych Jakuba Hoffmana. W latach 70. XIX w. znajdował się w miejscu kamienicy parterowy, prawdopodobnie drewniany dom. W 1880 wybudowano dwupiętrową, eklektyczną kamienicę według projektu Edwarda Kreuzburga. Zleceniodawcą budowy był Jakub Hofman, który umieścił w oficynach budynku tkalnię swoich wyrobów. Kamienica została wpisana do Gminnej Ewidencji Zabytków pod numerem 519.
W 1924 roku na posesji uruchomione zostały zakłady graficzne i introligatornia Bolesława Frohlicha. Trzecie i czwarte piętro oraz poprzeczną oficynę najprawdopodobniej dobudowano w latach 30. XX w., kiedy właścicielem nieruchomości był Froim Borenstein.

## Rzeźba „Dupa Tuwima”
Na podwórku kamienicy znajdowała się rzeźba „Dupa Tuwima” autorstwa grupy artystycznej B.I.E.D.A. Została ona odsłonięta na początku 2013 roku w kinie Charlie, a następnie przeniesiona przez jej twórców do kamienicy. Odsłonięcie płaskorzeźby było związane z obchodami Roku Juliana Tuwima i ma nawiązywać do wiersza poety „Wiersz, w którym autor grzecznie, ale stanowczo uprasza liczne zastępy bliźnich, aby go w dupę pocałowali”.
W 2017 rzeźbę przeniesiono na kratę okienną galerii i kawiarni Surindustrialle znajdującej się w podwórku kamienicy Juliusza Szulca przy ul. Piotrkowskiej 118.